# Microdocodon gracilis
Microdocodon gracilis — вид комахоїдних цинодонтів, що існував у пізньому юрі (166 млн років тому).

## Скам'янілості
Скам'янілі рештки виду знайдені у відкладеннях формації Даохугу у провінції Внутрішня Монголія на півночі Китаю.

## Опис
Череп сягав 2 см, тулуба близьк 6 см і хвіст близько 8 см завдовжки. За оцінками, тварина важила 5-9 г. У неї був підязиковий апарат подібний до сучасних ссавців, але середнє вухо ще було облаштоване примітивно.